# Prefissi per multipli binari
I prefissi per multipli binari sono una serie di prefissi utilizzati per denotare multipli delle unità di misura per potenze intere di due.
Vengono adoperati principalmente negli ambiti connessi alla tecnologia dell'informazione per rappresentare precisamente quantità in bit e byte, come la capacità dei dispositivi di memorizzazione o la dimensione dei file in un computer.
I primi prefissi binari vennero definiti nel 1999 dalla Commissione elettrotecnica internazionale (IEC), nello standard IEC 60027-2. Lo scopo era quello di rimpiazzare i prefissi decimali del Sistema Internazionale, comunemente utilizzati nell'industria informatica per approssimare potenze di due, con versioni più corrette.
Per esempio, un modulo di memoria con capacità nominale dichiarata dal produttore di 2 Megabyte, o 2 × 106 = 2000000 byte, avrebbe probabilmente una capacità reale di 2 × 220 = 2097152 byte.
In altri casi, un disco rigido con capacità nominale dichiarata dal produttore di 10 Gigabyte potrebbe avere una capacità reale di 10 × 109 = 10000000000 byte, o qualcosa in più, ma sicuramente meno di 10 × 230 = 10737418240 byte. Un file con dimensione nominale di 2.3 GB potrebbe avere una dimensione reale più vicina a 2.3 × 230 ≈ 2470000000 byte oppure 2.3 × 109 = 2300000000 byte, in base al programma o al sistema operativo che effettua la misura. Questo genere di ambiguità è spesso fonte di confusione per gli utenti e in passato ha portato all'apertura di contenziosi legali con i produttori.
Le raccomandazioni della norma IEC 60027-2 sono state incorporate nello standard ISO 80000 e vengono promosse anche da altri enti di normazione, come il NIST,
l'Unione europea ed il Comitato internazionale dei pesi e delle misure (BIPM), che definisce il Sistema internazionale di unità di misura.
Prima dello standard del 1999, alcune organizzazioni industriali, come il JEDEC, hanno tentato di ridefinire i termini kilobyte, megabyte e gigabyte e i simboli corrispondenti KB, MB e GB in modo da rispecchiare l'interpretazione binaria per l'uso nelle misure di capacità di memoria. Tuttavia, altri settori dell'industria informatica, come quello dei supporti di memorizzazione magnetica, hanno continuato ad usare gli stessi termini e simboli con il significato decimale. Da allora le principali organizzazioni di normazione hanno espressamente disapprovato l'uso dei prefissi SI per denotare multipli binari, e raccomandato o imposto l'uso dei prefissi IEC allo scopo, ma l'uso improprio dei prefissi SI ha continuato a persistere in alcuni campi.
Anche se i prefissi binari vengono quasi sempre usati con le unità di informazione, essi potrebbero essere usati con qualsiasi altra unità di misura, a convenienza. Per esempio, nell'elaborazione dei segnali potrebbe emergere la necessità di multipli binari dell'unità di frequenza (Hertz), come il kibihertz (KiHz), pari a 1024 Hz.

## Definizioni
| Prefisso | Simbolo | Notazione scientifica | Valore                    | Espressione in base 10 |
| -------- | ------- | --------------------- | ------------------------- | ---------------------- |
| kibi     | Ki      | 210                   | 1024                      | = 1,024×103            |
| mebi     | Mi      | 220                   | 1048576                   | ≈ 1,049×106            |
| gibi     | Gi      | 230                   | 1073741824                | ≈ 1,074×109            |
| tebi     | Ti      | 240                   | 1099511627776             | ≈ 1,100×1012           |
| pebi     | Pi      | 250                   | 1125899906842624          | ≈ 1,126×1015           |
| exbi     | Ei      | 260                   | 1152921504606846976       | ≈ 1,153×1018           |
| zebi     | Zi      | 270                   | 1180591620717411303424    | ≈ 1,181×1021           |
| yobi     | Yi      | 280                   | 1208925819614629174706176 | ≈ 1,209×1024           |

Nel 2022, il Comitato Internazionale dei Pesi e delle Misure (BIPM) ha adotatto i prefissi decimali ronna per 1027 e quetta per 1030.
In analogia ai prefissi binari esistenti, la Commissione consultiva per le unità (CCU) del BIPM ha suggerito i prefissi robi (Ri, 290) e quebi (Qi, 2100) per le controparti binarie,
ma al 2022 nessun prefisso binario omologo è stato adottato.

## Comparazione tra i prefissi decimali e binari
La differenza relativa tra i valori nell'interpretazione binaria e decimale cresce, quando si usano i prefissi SI come base, da 2.4% per kilo a quasi 27% per quetta.
| Prefissi binari | Prefissi binari | Differenza relativa | Differenza relativa | Prefissi SI | Prefissi SI |
| Prefisso        | Valore          | Differenza relativa | Differenza relativa | Valore      | Prefisso    |
| --------------- | --------------- | ------------------- | ------------------- | ----------- | ----------- |
| kibi            | 210             | 1.024 (+2.4%)       |                     | 103         | kilo        |
| mebi            | 220             | 1.049 (+4.9%)       |                     | 106         | mega        |
| gibi            | 230             | 1.074 (+7.4%)       |                     | 109         | giga        |
| tebi            | 240             | 1.100 (+10.0%)      |                     | 1012        | tera        |
| pebi            | 250             | 1.126 (+12.6%)      |                     | 1015        | peta        |
| exbi            | 260             | 1.153 (+15.3%)      |                     | 1018        | exa         |
| zebi            | 270             | 1.181 (+18.1%)      |                     | 1021        | zetta       |
| yobi            | 280             | 1.209 (+20.9%)      |                     | 1024        | yotta       |
| —               | 290             | 1.238 (+23.8%)      |                     | 1027        | ronna       |
| —               | 2100            | 1.268 (+26.8%)      |                     | 1030        | quetta      |